# Krombach
Krombach è un comune tedesco di 2 169 abitanti, situato nel land della Baviera.